# Chaetosphaerella
Chaetosphaerella — рід грибів родини Helminthosphaeriaceae. Назва вперше опублікована 1972 року.

## Види
База даних Species Fungorum станом на 24.10.2019 налічує 2 види роду Chaetosphaerella:
- Chaetosphaerella fusca (Fuckel) E.Müll. & C.Booth, 1972
- Chaetosphaerella phaeostroma (Durieu & Mont.) E.Müll. & C.Booth, 1972